# Tomohito Shugyo
Tomohito Shugyo (修行 智仁 Shugyo Tomohito?, Osaka, 29 de junio de 1984) es un exfutbolista y entrenador de fútbol japones. Como futbolista jugaba en la posición de guardameta. Actualmente es entrenador de porteros del FC Imabari. 

## Trayectoria como futbolista

### Clubes
| Club                 | País  | Año       |
| -------------------- | ----- | --------- |
| Gainare Tottori      | Japón | 2007-2008 |
| F. C. Machida Zelvia | Japón | 2009-2014 |
| Oita Trinita         | Japón | 2015-2018 |
| FC Imabari           | Japón | 2019-2024 |

## Trayectoria como entrenador

### Clubes
| Club       | País  | Año             |
| ---------- | ----- | --------------- |
| FC Imabari | Japón | 2025-actualidad |

## Palmares

### Como jugador

#### Campeonatos nacionales
| Título    | Club         | País  | Año  |
| --------- | ------------ | ----- | ---- |
| J3 League | Oita Trinita | Japón | 2016 |